# 匣答儿密立
匣答儿密立，蒙古帝国将领，哈剌鲁（匣剌鲁、葛逻禄）人，也罕的斤的祖父。
匣答儿密立在西辽属下的斡思堅國（又称讹迹刊，在今吉尔吉斯斯坦烏茲根，一说在锡尔河下游）。他率哈剌魯軍三千歸附成吉思汗铁木真，獻羊牛马数万头，被任命为千户。跟随蒙古大军西征花剌子模（回回）诸国，又跟随拖雷及折别儿（哲别）劝降河西诸城。在攻占临洮的战役中战死。其子密立火者，跟随窝阔台滅金朝，又從蒙哥攻打南宋四川，為萬戶府達魯花赤，在軍中死去。密立火者之子也罕的斤。